# Приустьє Мушки
Приу́стьє Му́шки (рос. Приустье Мушки, марій. Опынян почиҥга) — присілок у складі Сернурського району Марій Ел, Росія. Входить до складу Сердезького сільського поселення.

## Населення
Населення — 124 особи (2010; 113 у 2002).
Національний склад (станом на 2002 рік):
- марі — 98 %